# Rhabdophis himalayanus
Rhabdophis himalayanus är en ormart som beskrevs av Günther 1864. Rhabdophis himalayanus ingår i släktet Rhabdophis och familjen snokar. Inga underarter finns listade i Catalogue of Life.
Denna orm förekommer i Himalaya och i det angränsande låglandet från Nepal och södra Kina över Bhutan, noröstra Indien och norra Bangladesh till Myanmar. Arten lever i bergstrakter mellan 900 och 2350 meter över havet. Den vistas intill vattendrag i skogar och i angränsande landskap. Födan utgörs av groddjur, ödlor och små däggdjur. Honor lägger ägg.
För beståndet är inga hot kända och arten har en stor utbredning. Den listas av IUCN som livskraftig (LC).